# Ballesteros de Calatrava
Ballesteros de Calatrava es un municipio español de la provincia de Ciudad Real, en la comunidad autónoma de Castilla-La Mancha. Tiene una superficie de 57,83 km² con una población de 416 habitantes (INE 2015) y una densidad de 7,4 hab/km².
El capitán Cándido Herrera Navarrete, famoso por sus hazañas en la guerra del Rif (1911-1927), nació en esta localidad en el año 1900.

## Geografía

### El Campo de Calatrava y el vulcanismo[2]
La comarca posee un gran interés geomorfológico y paisajístico por su relieve volcánico. Posee un gran número de volcanes (más de cien), numerosos “mecanismos eruptivos” y “formas ejemplares”. Existen aparatos volcánicos denominados “maares” o cráteres explosivos que tienen en su interior conjuntos lacustres de gran interés ecológico. Aparecen en la zona manantiales termales conocidos como “hervideros” o “fuentes” de agua agria por su alto contenido de anhídrido carbónico acompañado de hidróxidos de hierro y manganeso.
Los suelos naturales generados a partir de los materiales volcánicos son fértiles, por lo cual han sido aprovechados para el cultivo de cereales. Los materiales explosivos y lávicos se emplean como material de mampostería, adoquinado, etc. Desde 1964 se produce una extracción masiva de piroclastos utilizados como áridos, balastro para obras de infraestructura, y sobre todo, como aditivo de cementos puzolánicos.
El Campo de Calatrava está limitado al norte y noroeste por las estribaciones meridionales de los montes de Toledo, al sur con los valles de Alcudia y Ojailén y al noroeste y levante por La Mancha y el Campo de Montiel.
En el conjunto del Campo de Calatrava podemos destacar como elementos singulares:
- Los “maares” que forman un conjunto de cráteres explosivos en la sierra de Medias Lunas situado al suroeste de Valverde. El maar Posadilla-Portillo es el más conocido.
- “Aparatos volcánicos mixtos simples” (generados a partir de mecanismos eruptivos estrombolianos) con conos piroclásticos coronados por cráteres circulares o desportillados con amplias coladas lávicas lisas (pahoheoe). Son interesantes las de La Yezosa (Almagro), Peñarroya (Alcolea de Calatrava), Columba (Calzada-Granátula de Calatrava) y La Conejera (Ballesteros de Calatrava).
- “Red de manantiales termales” como los de Fuensanta, Fontecha, Sacristanía, San Cristóbal y Villar del Pozo.

El vulcanismo del Campo de Calatrava tiene una primera etapa de formación en el Mioceno Superior (8.5 a 6.5 millones de años) de escasas dimensiones y otra más importante que va desde el Plioceno medio-superior (4.5 millones de años) hasta el cuaternario (Pleistoceno medio-inferior).
Los materiales son muy homogéneos con productos ultrabásicos y básicos alcalinos distribuidos en bandas. Los basaltos ocupan una banda central en dirección nornoroeste-sursuroeste y la “nefelinitas y melititas” en áreas laterales marginales.
En Ballesteros de Calatrava existen: 
- Un volcán de lava monogénico formado por mecanismos eruptivos muy efusivos y compuestos por coladas lávicas en “La Atalaya”.
- Volcanes mixtos simples formados por mecanismos eruptivos estrombolianos en el centro eruptivo de La Conejera.

Consta de conos piroclásticos de grandes dimensiones (con alturas de 70 a 130 metros) coronados por pequeños cráteres circulares o en herradura por los cuales se han emitido coladas de gran desarrollo longitudinal (La Conejera tiene unos 4 kilómetros). Se producen modificaciones en el perfil de los valles como ocurre en el Tapujar, cuyo cauce se rellenó y desvió por coladas lávicas procedentes del volcán de La Conejera.
La estructura volcánica que rodea a Ballesteros de Calatrava constituye un paisaje singular por sus colores y formas que parecen impregnadas de su evolución geológica y de su pasado histórico.

### Proyecto Geoparque Volcanes de Calatrava
Impulsado por la Diputación Provincial de Ciudad Real y la Universidad de Castilla-La Mancha por medio de su grupo de investigación, Geovol, con este proyecto el territorio volcánico de la provincia de Ciudad Real se presenta candidato a Geoparque Mundial de la UNESCO en 2020.

## Demografía
Ballesteros de Calatrava cuenta con una población de 361 habitantes (INE 2024).
| Gráfica de evolución demográfica de Ballesteros de Calatrava entre 1842 y 2021 |
| |
| Población de derecho según los censos de población del INE Población de hecho según los censos de población del INEEn estos censos se denominaba Ballesteros: 1842, 1857, 1860, 1877, 1887, 1897, 1900, 1910, 1920 y 1930 |

## Historia

### Prehistoria y Edad Antigua
En su término municipal son frecuentes los vestigios arqueológicos que acreditan el poblamiento de sus tierras desde la Edad del Bronce. Varios son los yacimientos detectados y conocidos aunque nunca se haya procedido a las excavaciones metódicas que su interés reclama.
De la época romana se han encontrado numerosas monedas acuñadas en diferentes municipios hispanorromanos, muchas de ellas al extraer los cimientos de la ermita de San Bartolomé, situada en lo que llaman el Pedazo del Santo, a la espalda del actual cementerio. Entre las más legibles hay una que procede de Clunia (Coruña del Conde) y otra de Calagurris (Calahorra). Otras han sido halladas en el sitio llamado la Halconera y extramuros de la población, en el Paluzar. También hay restos en el Castillejo, cerro Lucero, Peña el Miradero y el Hituro.

### Edad Media
Ballesteros como toda la zona de Calatrava, pertenecía al Califato de Córdoba, pasando a depender en el siglo XI de Toledo, cristianizándose en el siglo XII con la Reconquista.

#### La Orden de Calatrava
En esta comarca desarrolló su actividad la Orden de Calatrava durante siete siglos como consecuencia de las cesiones que Sancho III de Castilla realizó ante la imposibilidad de defenderlos del ataque de los almohades. Para llevar a cabo esta tarea, el abad Raimundo de Fitero y fray Diego Velásquez crearon en 1158 la orden religioso-militar de Calatrava.
En 1158 el abad Raimundo de Fitero, al frente de sus tropas de monjes cistercienses, acudió a la llamada de Sancho III de Castilla para defender el castillo de Calatrava la Nueva que era el punto más importante de la cuenca del río Guadiana. Los monjes toman posesión de la fortaleza árabe de Qal´at Rabah (castillo de las Ganancias).
El asentamiento de los calatravos transformó la antigua fortaleza musulmana en un castillo convento. Las extensas “tierras de nadie” propiedad de la Corona de Castilla llevaron a éstas a su donación a las órdenes militares en régimen de señorío. Las Órdenes garantizaban la defensa de los territorios y propiciaban su poblamiento. 
La Orden de Calatrava se funda en 1158 para expulsar a los invasores del territorio y para propiciar su repoblación. En su primera etapa de funcionamiento terminará con la muerte del último maestre en 1487. Pasada una primera etapa reconquistadora que puede considerarse finalizada en el primer cuarto del siglo XIII, comienza la efectiva administración del territorio por la Orden con el establecimiento de su cabecera en el castillo de Calatrava la Nueva delante el mural defensivo de Sierra Morena, la creación de las encomiendas en este campo y de organismos administrativos propios de las órdenes militares.
Cada encomienda estuvo en su origen establecida sobre un castillo cuyo mantenimiento era su principal carga económica y la razón de ser de su fundación, pero paralelamente tenía que velar por la iglesia y su culto, ya que en su proximidad se iba formando la población.
La Orden se organizaba en su estructura con las cinco dignidades y veintisiete encomiendas. Las órdenes militares tienen importancia para la ordenación del territorio y el desarrollo de la economía, y desde las encomiendas, como centros administrativos, emanan las directrices para un desarrollo eficaz de la agricultura y la ganadería.
La encomienda está dirigida por un comendador, encomendero o encargado, cargo vitalicio designado por el maestre quien nombraba a un hombre experto en armas con determinado número de lanzas además de un alcalde y administrador de las rentas asignadas para el mantenimiento de la encomienda. Con el tiempo el castillo es sustituido por la casa-encomienda construida en el interior del pueblo y la ermita reemplazada por la iglesia.
Los comendadores deben administrar los bienes de la Orden en un determinado ámbito geográfico: la encomienda que dependía de una casa puesta bajo su autoridad, al mismo tiempo disfrutaba de sus rentas y como contrapartida tenían preparado un determinado número de lanzas en razón directa de las rentas de la encomienda. Al principio, los comendadores residían en su encomienda; y cuando la costumbre fue decayendo, se les obligó a vivir en la misma cuatro meses al año, imponiéndoseles sanciones, de no cumplirlo, a no ser, que por cierto período, estuviesen exentos a causa de alguna misión que les hubiera sido encomendada.
El Maestrazgo se incorpora a la Corona de Castilla a finales del siglo XV comenzando a utilizarse por el estado sus bienes privativos, reflejando en el arrendamiento de las rentas el maestrazgo y la enajenación de patrimonios de encomiendas. Desde el siglo XIV la Orden comercializa el mercurio de las minas de Almadén atrayendo la atención de mercaderes dedicados al comercio del azogue. Este negocio y el de la lana atraerán la presencia del capital de la familia Fugger de Augsburgo. 
El Maestrazgo de la Orden de Calatrava pasa a la Corona de Castilla en 1485. En 1532 Carlos I arrienda la explotación de las minas de Almadén y las correspondientes a las rentas de los maestrazgos pertenecientes a la Orden de Calatrava a los Fugger. Los Fugger construyeron un almacén en Almagro realizado por alarifes musulmanes para desarrollar las labores administrativas y de distribución en lo que hoy se denomina Palacio de los Fúcares.
A lo largo del siglo XVI van aumentando las contribuciones directas exigidas por la Orden, como el subsidio eclesiástico y la gracia del excusado, pero en la reforma fiscal de 1631, el conde-duque de Olivares cambió las lanzas de cada jerarquía y la encomienda debía mantenerse en pie de guerra por su equivalente metálico y asimismo se implantó la Annata en cada posesión. Los títulos de las encomiendas pasaron a concederse por la Corona como premio o compensación de misiones desempeñadas en su favor, aunque en los siglos XVI y XVII eran de carácter militar y en el siglo XVIII se utilizan para sostener las casas de los infantes o para servir como pensiones o clases pasivas del estamento militar.
Los titulares de las encomiendas debían someterse a las formalidades de pertenecer a una Orden religiosa. La principal obligación de la encomienda era servir al rey con las lanzas encomendadas, residir en las casas de la encomienda al menos dos meses al año, albergar a los visitadores canónigos, llevar a cabo las reparaciones que mandasen los visitadores en el plazo de un año, llevar el libro de cuentas y no enajenar los bienes inmuebles sin permiso del cabildo.
La encomienda tenía rentas que procedían de los diezmos que recaían sobre todo lo cosechado y producido por la ganadería, las primicias, dehesas, sernas, censos, rentas y juros.
A mediados del siglo XVIII el Papa autoriza la enajenación de bienes del maestrazgo que se tradujo en el intento de desamortización del Valle de Alcudia. Algunas pequeñas encomiendas llamadas “pingües” pasaron a ser sostenedoras de las casas de los infantes. A mediados del siglo XIX se suprimirán las encomiendas.

#### Arquitectura de las casas de la encomienda
Las casas de la encomienda cumplían una doble misión: servir de residencia al Comendador y ser centro de los servicios administrativos y económicos. Debían, pues, reunir en su estructura un cuádruple aspecto: palacio con sus implicaciones de carácter militar, sede administrativa y, al mismo tiempo, contar con almacenes para recoger el grano, vino y ganadería de la encomienda. 
En el primer aspecto se requería dignidad en su arquitectura en la que la torre debía cumplir con el cometido de dar nobleza y prestancia al conjunto.
La Casa de la encomienda debía contar con el espacio y organización apropiadas para albergar entre sus muros las dependencias que deberían atender a los aspectos administrativos y asimismo servir de archivo y contar con los locales para las fuerzas necesarias, dada la posición y el contexto en el que se sitúan. Y, en cuarto lugar, dado el tipo de producción y finalidad administrativa, deben contar con los silos, bodegas y corrales para guardar las aportaciones que debían dar los vecinos. Parte de las rentas obtenidas deben emplearse en la conservación y mantenimiento del edificio.
Esta obligación tenía que mantenerse necesariamente y se controlaba por las visitas que periódicamente realizaban a los mismos. Estos controles se plasmaban en los “Libros de Visitas” que dejaban constancia sobre todo del estado físico de los edificios. Los documentos conservados de estas visitas ofrecen una información muy importante sobre las Casas de la Encomienda.
Las Casas de la Encomienda que quedan en pie o sobre las que se posee documentación constan de un “edificio rectangular, con un gran patio central con corredores, que pueden situarse a un lado, o en varios de sus lados, y de dos pisos en su mayoría, dominado en numerosas ocasiones por una o varias torres y acentuando su carácter militar con las almenas de los muros. Dado el carácter práctico de la construcción, la casa se construía de mampostería, con el empleo del ladrillo y la cantería para zonas nobles como la portada…”
La construcción suele tener un aspecto cerrado al exterior. La amplitud y el uso de las dependencias obligan al empleo de cubiertas con cercas de madera para salvar las luces de grandes dimensiones y puntualmente se construyen con arcos y bóvedas. Las casas de la encomienda estaban en la villa que es la cabeza de encomienda en un lugar preferente, dentro del pueblo, dada la importancia que tenían.
Las casas de dos plantas se organizaban en torno a un patio central. La entrada se hace a través de un zaguán que lleva directamente al patio central, o a alguna de las habitaciones. A través del patio central se llega a las distintas dependencias. En algunos lados del patio existen corredores con arcos sobre columnas. La habitación principal es una gran sala con chimenea que comunica con una o dos cámaras. En la planta baja se localiza la cocina con sus correspondientes despensas que no siempre están a su lado. Algunas veces tienen horno para el pan. Las casas tienen uno o varios corrales que dan acceso a los establos. Hay almacenes para el vino incluyendo a veces un lagar para el trigo, cebada, paja y otro para el pan.

#### Ballesteros y su Encomienda
En la reconquista del Campo de Calatrava debieron participar otras fuerzas distintas de la caballería de la Orden, las cuales recibieron en recompensa señoríos dentro del propio campo.
Ballesteros está incluida en la primera época después de la reconquista en los términos de Alarcos. Hay constancia de que en 1232 fueron donados varios heredamientos por Tello Alonso y Alonso Téllez a su hermano el maestre de Santiago “…en Vallesteros, término de Alarcos…”. Estos donatarios, padre e hijo pertenecían al linaje del primer señor de Meneses.
La donación de 1232 debió ser solo vitalicia y en el siglo siguiente figuran otras dos donaciones por las que definitivamente pasan al dominio de la Orden. Pasará a pertenecer a la Orden de Calatrava en 1332-1333 cuando lo adquiere por donación.
Este precedente de señorío seglar respecto de Ballesteros tuvo como consecuencia que la jurisdicción eclesiástica y la distribución de los diezmos no fuera igual que en el resto del campo dependiendo directamente del arzobispo de Toledo y no estaba sujeta a las visitas generales de la Orden hasta mediados del siglo XVI.
La encomienda de su título figura desde 1407, en tiempo del maestrazgo de don Luis González de Guzmán y todas las cargas, propiedades, censos y derechos se encontraban dentro de su término y provenían posiblemente de lo traspasado por el señorío en el siglo XV; su principal miembro era la dehesa nombrada Rodín, de un millar de pasto pero cuya extensión de entonces es difícil de fijar, además contaba con tres sernas que no debían tener mucha cabida, y otra cuyo dominio útil tenían los vecinos del pueblo, más tres fanegas de huertas, por lo que se puede calcular por alto la propiedad territorial de la Encomienda en unas 700 hectáreas.
En el Museo de Ciudad Real, dentro de su archivo histórico, en la sección de Hacienda se conserva una relación de bienes de la Encomienda de la villa de Ballesteros.

### Edad Moderna
Las Relaciones topográficas de Felipe II designan a Ballesteros como villa e indican que la Encomienda “tiene unas casas razonables… de diezmos de pan…mil fanegas”.
De 1639 tenemos un documento de gran interés que es el acta de la visita a la encomienda de “Vallesteros” que realizan los visitadores fray don Juan Fernández Treviño y el Doctor Rey Miguel Cexudo. Se trata de visitas obligadas que se realizan cada año y que tienen el interés de descubrir la realidad material de los inmuebles y su estado de conservación. De Ballesteros de Calatrava solamente se conserva este documento de 1639 en el Archivo Histórico Nacional.
“Visitóse la cerca de dicha casa que cae en la calle de Juan Bustamante que está caída y será menester hacerla de nuevo de 2 tercios de tapia de alto. Puertas: mandó apretar llave…arco: no se ha rehecho, tiene necesidad que sea fuerte, costará cuatro reales, se visita portal, cocina, sala, otra sala dentro. Escalera: se mandó reparar. Corredor: visitó el corredor, el suelo estaba “desolado” y mal tratado. Sala alta: mal tratado. No se pudo ver la “cuadra” que está en dicha sala por estar como se dijo cerrada y llena de trigo, hay una ventana que sale al norte que será de una vara de alto. Caballerizas. Pozo: visitóse el pozo, es necesario un escaño (escalón) para poder sacar agua. Visitó la escalera que sube a esta cámara que tiene necesidad de reparar”.
El plano de la provincia de la Mancha elaborado por don Tomás López Pensionista en 1765 señala la encomienda de Ballesteros de Calatrava. El Índice Geográfico del territorio de las Órdenes en 1772 únicamente señala en “Vallesteros” la existencia de la Fuente del retamal, el Diccionario de Miñano indica que tenían 109 vecinos y 425 habitantes, parroquia y pósito, existiendo en su término una granja, el de Pascual Madoz (1845-1850) señala que tenía “140 casas, otra para el ayuntamiento y cárcel que forman una plaza y varias calles del buen piso”.

### Edad Contemporánea
La historia contemporánea de Ballesteros de Calatrava va ligada a la historia del siglo XIX y XX en España, iniciándose con la Guerra de la Independencia Española en política exterior. En cuanto a política interior, el año de 1833 marca también, el inicio de las guerras carlistas, así como las epidemias de cólera en España.

En este sentido, Ballesteros de Calatrava se vio afectado por las epidemias de 1854-1855. La primera muerte tuvo lugar el 23 de octubre de 1854 y la última el 12 de septiembre de 1855, muriendo, en total, por esta causa, 42 vecinos.

## Patrimonio arquitectónico

### Iglesia de Nuestra Señora la Virgen de la Consolación

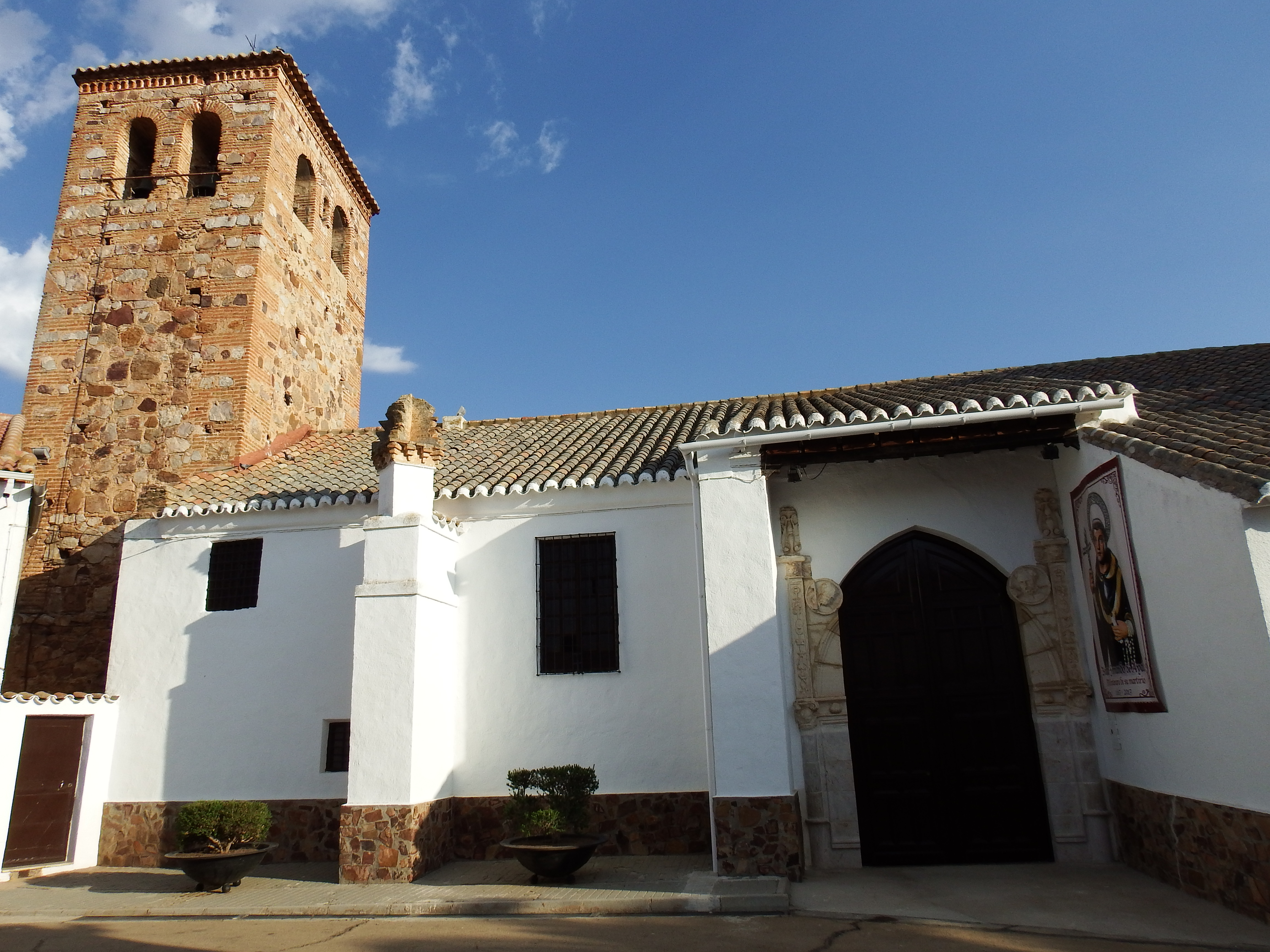
Iglesia

Es un edificio de una sola nave con cabecera de ábside poligonal, la cual es el único resto que se conserva de la primitiva construcción, que se hundió en 1861. Es interesante la portada plateresca decorada con medallones de San Pedro y San Pablo, candelieri y un arco apuntado, elemento muy arcaico. En el interior se conservan restos de un artesonado probablemente de estilo mudéjar.
Posiblemente sea del mismo origen que el del pueblo, del siglo XIV. Se hundió una parte y se reconstruyó en 1861. Piedra labrada y sin labrar, mampostería, madera y teja cerámica. En el Museo Diocesano de Ciudad Real se encuentran algunas imágenes procedentes de esta parroquia. El edificio acusa una gran influencia mudéjar.

### Palacio de la Serna
En su origen, pertenecía a la Orden de Calatrava. Con la desamortización decretada por Juan Álvarez Mendizábal, pasó a manos del industrial minero Francisco Pérez Crespo, a cuyo muerte dejó como heredera universal a su sobrina Anastasia Ochoa Pérez (1826-1892). Fue Anastasia quien construyó el palacio en el antiguo solar de la orden militar.
Al morir esta, hereda todas las propiedades de Anastasia su sobrino Evaristo Moisés González y Ochoa, el cual recibe como parte de su legado el usufructo vitalicio de la finca a condición de reservarla a sus sucesores o herederos (17 de noviembre de 1892). 
A la muerte de Moisés González y Ochoa, la finca es heredada por los tres hijos de éste: María, Antonia y Miguel González y Enríquez de Salamanca, y su viuda doña Antonia Enríquez de Salamanca y Ceballos (21 de noviembre de 1910). Cuando muere Antonia, pasa su parte de la herencia a sus tres hijos por partes iguales (1952). La parte de María González y Enríquez de Salamanca, la hereda al morir esta, su amiga Isabel Díaz Cordero (1971). Este testamento es impugnado por los otros dos herederos y así pasó a manos de ellos el 14 de julio de 1972. Al morir Miguel González y Enríquez de Salamanca, queda como única propietaria de la finca Antonia González y Enríquez de Salamanca (13 de mayo de 1976). Antonia vende esta propiedad en 2.850.000 pesetas a Francisco Racionero Ruiz y José Alda Edo el 19 de abril de 1979. Estos dos, la venden a Rufino Gallegos Parra y a Eusebio Alcalde Santa Cruz, en la proporción de dos terceras partes el 1.º y una tercera parte el 2.º, el 12 de julio de 1984.
La familia Sánchez-Bermejo Espinosa a través de la entidad Palacio de la Serna compra la casa conocida hasta entonces como la Casa Grande, en 1993 y se escritura el 16 de mayo de 1995. Desde ese mismo año, dicha Casa Palacio, pasa a denominarse como marca comercial Hotel Palacio de la Serna. 
Dicho establecimiento emprende su actividad como establecimiento hotelero de dos, tres y cuatro estrellas a lo largo de los años desde 1995, hasta que en 2006 se le otorga la categoría de Primera venta de Castilla-La Mancha, marca que denomina la excelencia del turismo en Castilla-La Mancha, pasando así a ser hotel de cinco estrellas.

## Fiestas
- Festividad de Nuestra Señora la Virgen de la Consolación, primer fin de semana de julio.
- Festividad de San Fernando de Ayala, último fin de semana de agosto.
- Romería en honor a San Isidro Labrador, fin de semana del 15 de mayo.

## Personalidades célebres
- Cándido Herrera Navarrete (1900-1962), capitán del Ejército español.
- Beato San Fernando de Ayala (siglo XVI - XVII). Misionero cristiano católico en Japón.

## Alcaldes delsigloXX[8]

### Monarquía de Alfonso XIII de España

#### Principios delsigloXX
- Doroteo López Díaz (1900).
- José Sánchez Moraleda (1902).
- Eloy Cañizares Fernández (1904).
- Francisco León Rodríguez (1908).
- Fidel Sánchez Velasco (1910).
- Emerenciano Sánchez-Vizcaíno Navarro (1912).
- Máximo Ocaña Manzanares (1914).
- Santos Adánez Morán (1918).
- Marcelino Muñoz Delgado (1920).
- José Navarro Sánchez-Vizcaíno (1923).

#### Dictadura de Miguel Primo de Rivera
- José Piedrabuena Piedrabuena (1923).
- Ponciano López López (1924).
- Adrián León Rodríguez (1929).
- Melchor Adánez Morán.

### Segunda República
- Domingo Gómez Donoso (1931).
- Ezequiel Ballesteros Tercero (1932).
- Ramón Delgado Sánchez (1932).
- Antolina Natividad David Valiente (1933). Antolina Natividad David Valiente (Arrigorriaga, Vizcaya, 02/09/1907-Ballesteros de Calatrava, Ciudad Real, 18/10/1942), maestra nacional, y primera mujer alcaldesa (y única hasta la actualidad) de Ballesteros de Calatrava durante la Comisión Gestora Municipal de 1933.[9]
- Ricardo Calso Ballesteros (1933).
- Amador Sánchez-Vizcaíno Rioja (1935).
- Máximo H. Arias Valiente (1936).
- Manuel Herrera Navarro (16/02/1936-21/05/1937). Guerra Civil.
- Julián Serrano Santos (22/05/1937-30/04/1938). Guerra Civil.
- Fructuoso Sánchez Sánchez (01/05/1938-01/04/1939). Guerra Civil.

### Dictadura de Francisco Franco
- Ricardo Calso Ballesteros (1939).
- Francisco Gómez Herrera (1942).
- Manuel Valero Delgado (1944).
- Gregorio Alameda Martín (1947).
- Emilio Gómez Valero (1953).

- Miguel Sánchez Sánchez (alcalde interino) (abril 1967- agosto 1967).

- Santos Muñoz Luna (agosto 1967-03/07/1969).
- Ponciano Molina Sánchez-Vizcaíno (03/07/1969-1975).

### Transición
- Francisco Piedrabuena Ruperto (1975).
- Antonio Arévalo Ibáñez (1978).

### Democracia
- Agustín Rodríguez Piedrabuena (1979).
- Ángel Fernández Muñoz (1995).
- Juan Carlos Moraleda Herrera (2007- actualidad).